# Atractylocarpus madagascariensis
Atractylocarpus madagascariensis är en bladmossart som beskrevs av Padberg och G. Frahm 1985. Atractylocarpus madagascariensis ingår i släktet trådnervmossor, och familjen Dicranaceae. Inga underarter finns listade i Catalogue of Life.